# Obred
Obred (lat. ritus, odatle i tuđični oblik ritual)  u osnovi je uglavnom određena provedba svečanih posebice vjerskih, uglavno liturgijskih svečanosti.

## Značaj riječi u latinskom jeziku
U latinskom ritus prije svega znači vjerski obred ili svečanosti. U figurativnom smislu, već i tradiciju ili naviku u cjelini.
U psihologiji obred označava stalno ponavljanje radnje na isti način.
U tom općem smislu pojam ritual se koristi posebno i u medicini, socijalnoj psihologiji i drugim društvenim znanostima. 
Na primjer, liječnici preporučuju kao pomoć protiv nesanice naviknuti na rituale i prije spavanja na isti način to učiniti iste stvari u istom redoslijedu.

## Vanjske poveznice
- Katolička crkva u Njemačkoj: Obredi i simboli  Arhivirana inačica izvorne stranice od 27. rujna 2007. (Wayback Machine)